# Ovis canadensis
La pecora delle Montagne Rocciose (Ovis canadensis Shaw, 1804), nota anche come bighorn, dal nome inglese bighorn sheep (pecora dalle grandi corna), è una specie di ovino selvatico nordamericano. Le grosse corna possono pesare fino a 14 kg, mentre l'intero animale può raggiungere i 140 kg. Recenti analisi genetiche hanno dimostrato che ne esistono tre distinte sottospecie, una delle quali, O. c. sierrae, in pericolo di estinzione.
Originariamente questa pecora giunse in Nordamerica dalla Siberia attraverso il ponte di terra di Bering. In passato le popolazioni di bighorn si valutavano in milioni di esemplari e la specie entrò a far parte della mitologia dei nativi americani. Tuttavia, a partire dal 1900, la popolazione si ridusse ad alcune migliaia di esemplari. Fortunatamente, i progetti di conservazione (in parte portati avanti dai Boy Scouts of America) ne hanno fatto nuovamente salire il numero.

## Tassonomia e genetica
Ovis canadensis è una delle tre specie di pecore di montagna del Nordamerica e della Siberia; le altre due sono il bighorn bianco, Ovis dalli, che comprende le pecore di Dall e di Stone, e la pecora delle nevi siberiana, Ovis nivicola. Le pecore selvatiche, provenienti dalla Siberia, attraversarono il ponte di terra di Bering durante il Pleistocene (circa 750.000 anni fa) e in seguito si diffusero in tutto il Nordamerica occidentale, fino alla Bassa California e al Messico nord-occidentale. La separazione con gli stretti antenati asiatici (le pecore delle nevi) avvenne circa 600.000 anni fa. In Nordamerica le pecore selvatiche si suddivisero in due specie - il bighorn bianco dell'Alaska e del Canada nord-occidentale e il bighorn, diffuso dal Canada meridionale al Messico. Tuttavia, lo status di queste specie è stato messo in questione da alcuni studiosi, a causa di vari casi di ibridazione avvenuti nel corso della loro recente storia evolutiva.

### Sottospecie

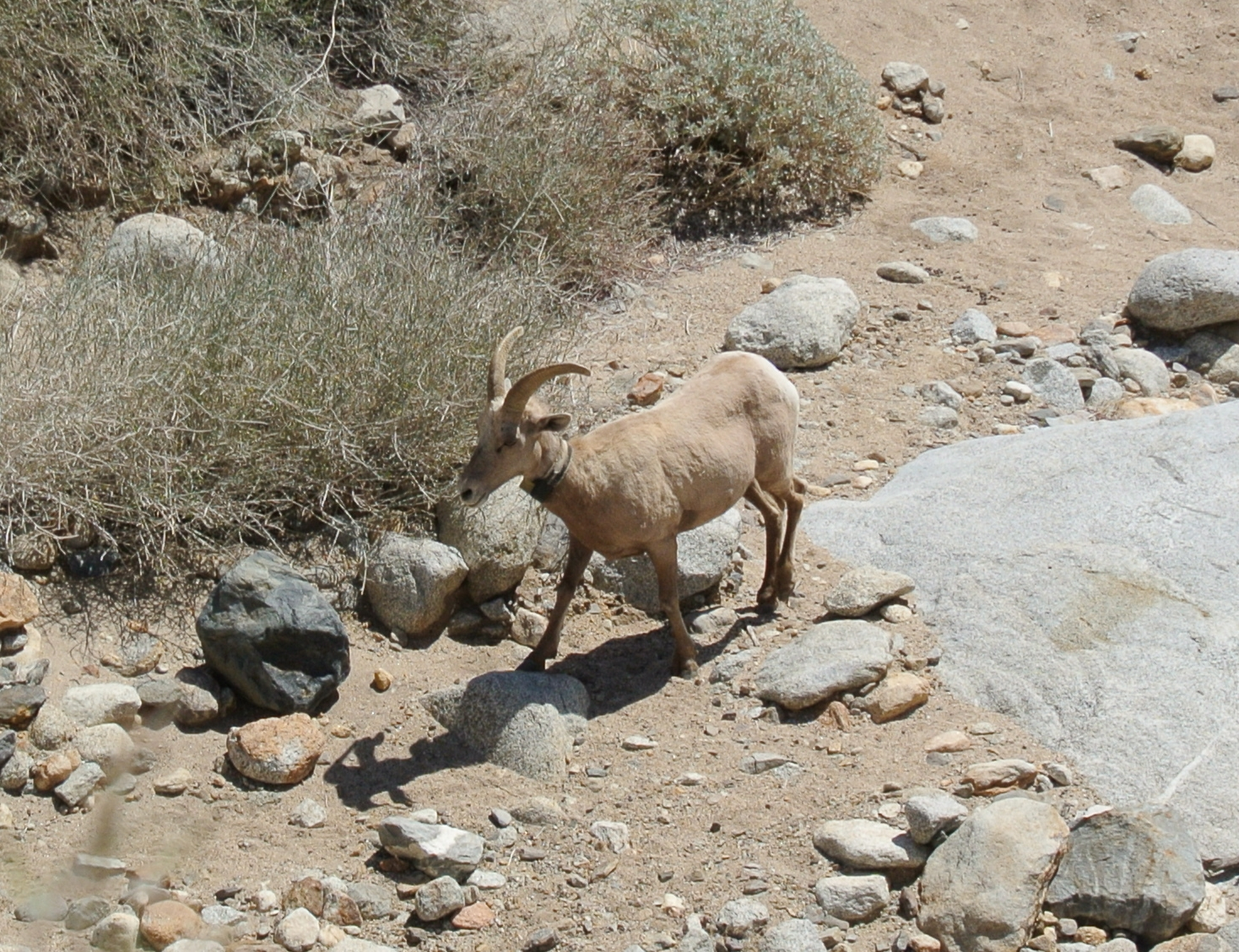
Bighorn del deserto (Anza-Borrego Desert State Park)

Nel 1940 Cowan suddivise la specie in sette sottospecie:
- il bighorn delle Montagne Rocciose (O. c. canadensis), diffuso dalla Columbia Britannica all'Arizona;
- il bighorn della California (O. c. californiana); Owens ne definì l'areale dalla Columbia britannica alla California e al Dakota del Nord. Il nome di questa sottospecie è stato aggiornato (vedi sotto);
- il bighorn di Nelson (O. c. nelsoni), il più comune tra i cosiddetti bighorn del deserto, diffuso dalla California all'Arizona;
- il bighorn del Messico (O. c. mexicana), diffuso dall'Arizona e dal Nuovo Messico fino al Sonora e al Chihuahua;
- il bighorn dei Monti Peninsulari (O. c. cremnobates), proprio dei Monti Penisulari, la catena montuosa che corre attraverso California e Bassa California;
- il bighorn di Weems (O. c. weemsi), della Bassa California;
- il bighorn di Audubon (O. c. auduboni), endemico di Dakota del Nord e del Sud, Montana, Wyoming e Nebraska, ma scomparso nel 1925.

Tuttavia, a partire dal 1993, Ramey e i suoi colleghi, utilizzando l'analisi del DNA, hanno dimostrato che questa suddivisione in sette sottospecie è in gran parte illusoria. La tassonomia di Ovis canadensis continua ad essere sempre più ridefinita a mano a mano che divengono disponibili nuovi dati genetici e morfologici, ma oggi la maggior parte degli studiosi riconosce solo le tre seguenti sottospecie:
- il bighorn delle Montagne Rocciose (O. c. canadensis), diffuso nelle regioni statunitensi e canadesi delle Montagne Rocciose e negli Stati Uniti nord-occidentali;
- il bighorn della Sierra Nevada (O. c. sierrae), noto in passato come bighorn della California[11], una sottospecie geneticamente distinta che vive solamente sulla Sierra Nevada;
- il bighorn del deserto (O. c. nelsoni), diffuso in tutte le regioni desertiche degli Stati Uniti sud-occidentali e del Messico.

Due popolazioni di bighorn sono particolarmente minacciate e protette dal Governo degli Stati Uniti:
- il bighorn della Sierra Nevada (O. c. sierrae);
- il bighorn dei Monti Peninsulari, una distinta popolazione di bighorn del deserto (O. c. nelsoni).

## Descrizione

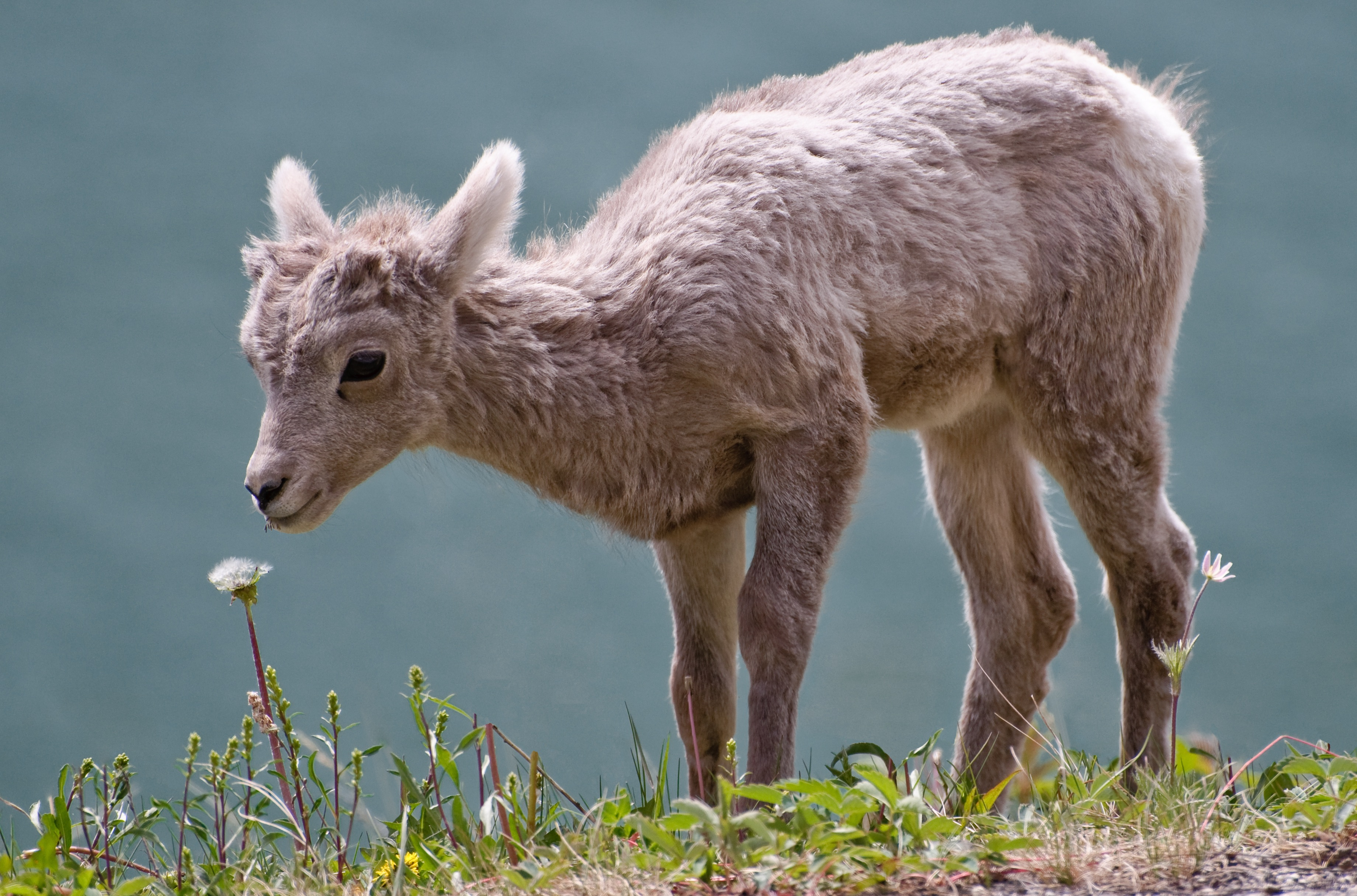
Un agnello di Bighorn

I bighorn devono il nome alle grandi corna ricurve presenti nei maschi. Anche le femmine hanno le corna, ma sono più corte e meno ricurve. Il loro colore varia dal marrone chiaro al grigiastro e al marrone scuro o cioccolata, mentre il groppone e la parte posteriore di tutte e quattro le zampe sono bianchi. Generalmente i maschi pesano 58–143 kg, sono alti alla spalla 91–100 cm e misurano 180–200 cm dal naso alla coda. Le femmine, invece, pesano 48–85 kg, sono alte 77–92 cm e misurano 140–180 cm di lunghezza.
I bighorn delle Montagne Rocciose sono relativamente più grossi, con maschi e femmine che superano rispettivamente i 130 e i 90 kg di peso. Al contrario, i maschi della Sierra Nevada pesano al massimo 90 kg e le femmine 60 kg. Le corna dei maschi possono pesare fino a 14 kg, quanto tutte le altre ossa del corpo messe insieme.

## Biologia

### Ecologia

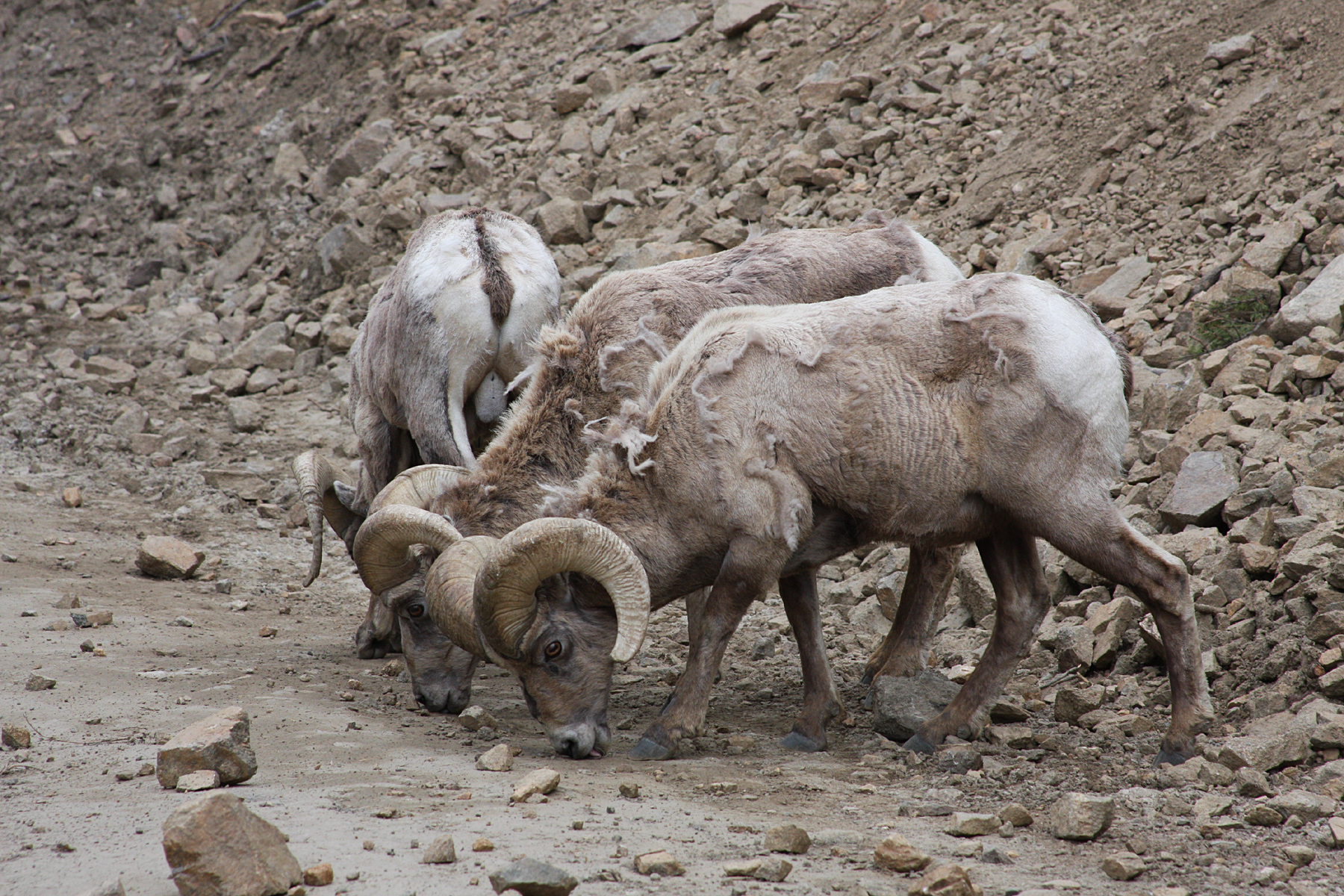
Tre maschi presso un deposito naturale di sale lungo il Passo Guanella, pochi chilometri a sud di Georgetown (Colorado).

I bighorn delle Montagne Rocciose e della Sierra Nevada occupano le regioni montuose più fredde del Canada e degli Stati Uniti. Al contrario, i bighorn del deserto sono endemici degli ecosistemi desertici degli Stati Uniti sud-occidentali. I bighorn sono molto suscettibili a certe malattie trasmesse dalle pecore domestiche, come la scabbia e la polmonite; altri fattori di mortalità sono gli incidenti dovuti a frane o a cadute dalle pendici rocciose. Malgrado tutto, i bighorn sono ben adattati per arrampicarsi su terreni impervi, dove sono al sicuro da predatori come coyote, aquile reali e puma. Sono considerati ottimi indicatori ambientali, poiché la specie è molto sensibile a molti sconvolgimenti ambientali causati dall'uomo. Per il loro valore estetico, inoltre, i bighorn sono ritenuti prede molto ambite dai cacciatori.
I bighorn si nutrono di erba e di arbusti, soprattutto in autunno e inverno, e leccano sali minerali nelle saline naturali. Le femmine tendono a mangiare e nascondersi, forse per evitare i predatori e proteggere i piccoli, mentre i maschi sono soliti mangiare per poi fermarsi a bere, il che, favorendo una migliore digestione, ne aumenta di conseguenza le dimensioni corporee.

### Struttura sociale e riproduzione

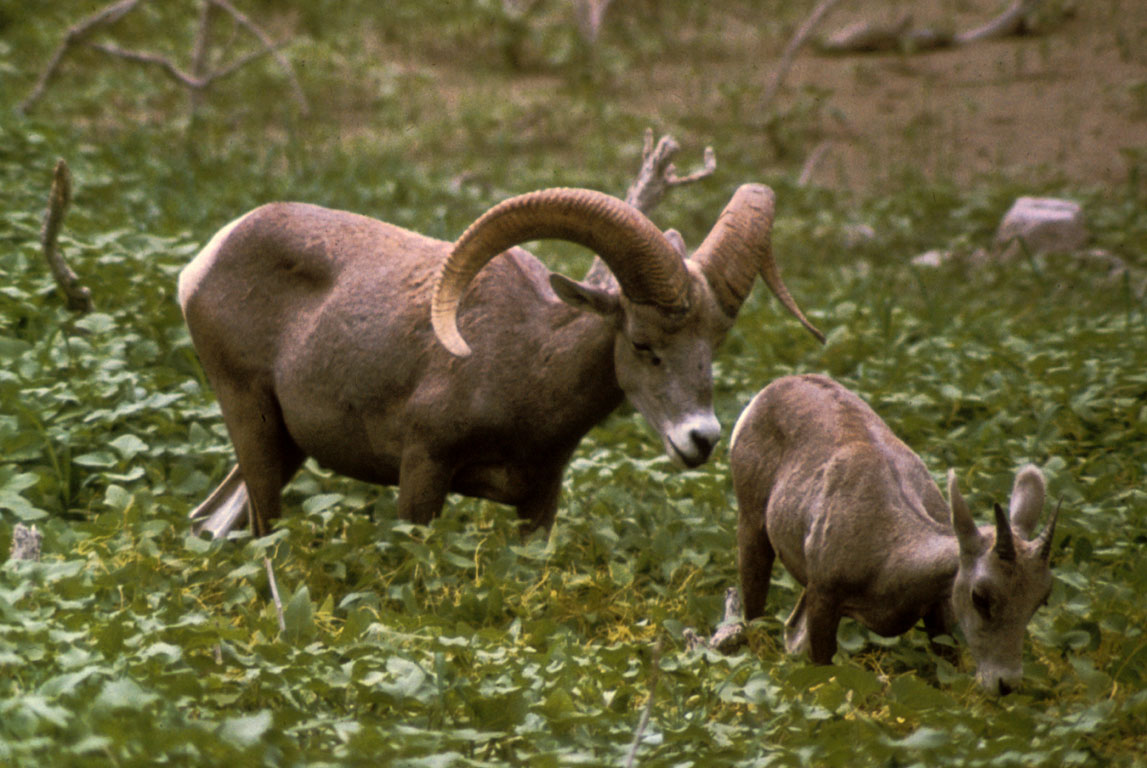
Un maschio segue una giovane femmina.

I bighorn vivono in branchi numerosi che generalmente non sono guidati da un unico maschio dominante, a differenza del muflone, l'antenato della pecora domestica, che ha una rigida gerarchia sociale. Prima della stagione della riproduzione, o «degli amori», i maschi cercano di raggiungere una posizione di predominio che determina l'accesso alle femmine con cui accoppiarsi. È nel periodo precedente che avvengono i caratteristici combattimenti a cornate tra i maschi, sebbene questo comportamento possa avvenire, seppur in modo più limitato, anche in altri periodi dell'anno. Le corna dei maschi mostrano di frequente i danni dovuti ai ripetuti scontri. Nelle femmine, invece, vige un preciso ordine gerarchico correlato con l'età. Anche tra di esse, però, possono sorgere combattimenti per raggiungere uno status più elevato quando entrano a far parte della gerarchia, a 1-2 anni di età.
I maschi del bighorn delle Montagne Rocciose impiegano almeno due differenti strategie di corteggiamento. La più frequente, nonché quella di maggior successo, consiste nel seguire e difendere una femmina in estro. Tale attività comporta un misto di forza e predominio e in tal modo le femmine diventano più suscettibili nei confronti dei maschi che si prendono cura di loro, ritenendoli di migliore forma fisica. Un'altra tattica è quella di cercare di cacciar via i maschi che difendono le femmine. Queste ultime, però, tendono ad evitare i maschi troppo aggressivi e quindi tale strategia non va quasi mai a buon fine. L'ultima strategia è quella detta «di bloccaggio». I maschi che la applicano cercano di impedire alle femmine l'accesso ai maschi che se ne prendono cura, perfino quando queste non sono ancora in estro.
Il bighorn ha una gestazione di sei mesi. Nei climi temperati il picco degli accoppiamenti si ha in novembre e i piccoli, uno o, più raramente, due, nascono a maggio. La maggior parte delle nascite avviene durante le prime due settimane della stagione dei parti. Le femmine gravide delle Montagne Rocciose migrano in primavera verso le aree alpine, presumibilmente per partorire in zone lontane dai predatori, ma lontane però anche dai pascoli migliori. I piccoli nati prima hanno maggiori probabilità di sopravvivere di quelli nati più tardi. Le femmine che partoriscono più tardi si trovano ad uno stadio precoce dell'allattamento quando il foraggio di migliori qualità inizia a diminuire e di conseguenza non producono latte a sufficienza per garantire la sopravvivenza al piccolo. Alla nascita i piccoli pesano 3,6-4,5 kg e sono in grado di camminare dopo poche ore. Lo svezzamento avviene quando raggiungono i 4-6 mesi di età. La speranza di vita è di 9–12 anni per i maschi e di 10–14 anni per le femmine.

## Relazioni con l'uomo
Duemila anni fa i bighorn erano diffusi in tutti gli Stati Uniti occidentali, il Canada e il Messico settentrionale. Alcuni studiosi ritengono che il loro numero complessivo superasse i due milioni di capi. Tuttavia, attorno al 1900, la caccia, la competizione con le pecore domestiche e le malattie ne avevano ridotto il numero a solo poche migliaia. I progetti di reintroduzione, l'istituzione di parchi naturali e la limitazione della caccia, insieme alla diminuzione della pratica della pastorizia verso la fine della seconda guerra mondiale, hanno però permesso al bighorn di tornare numeroso.

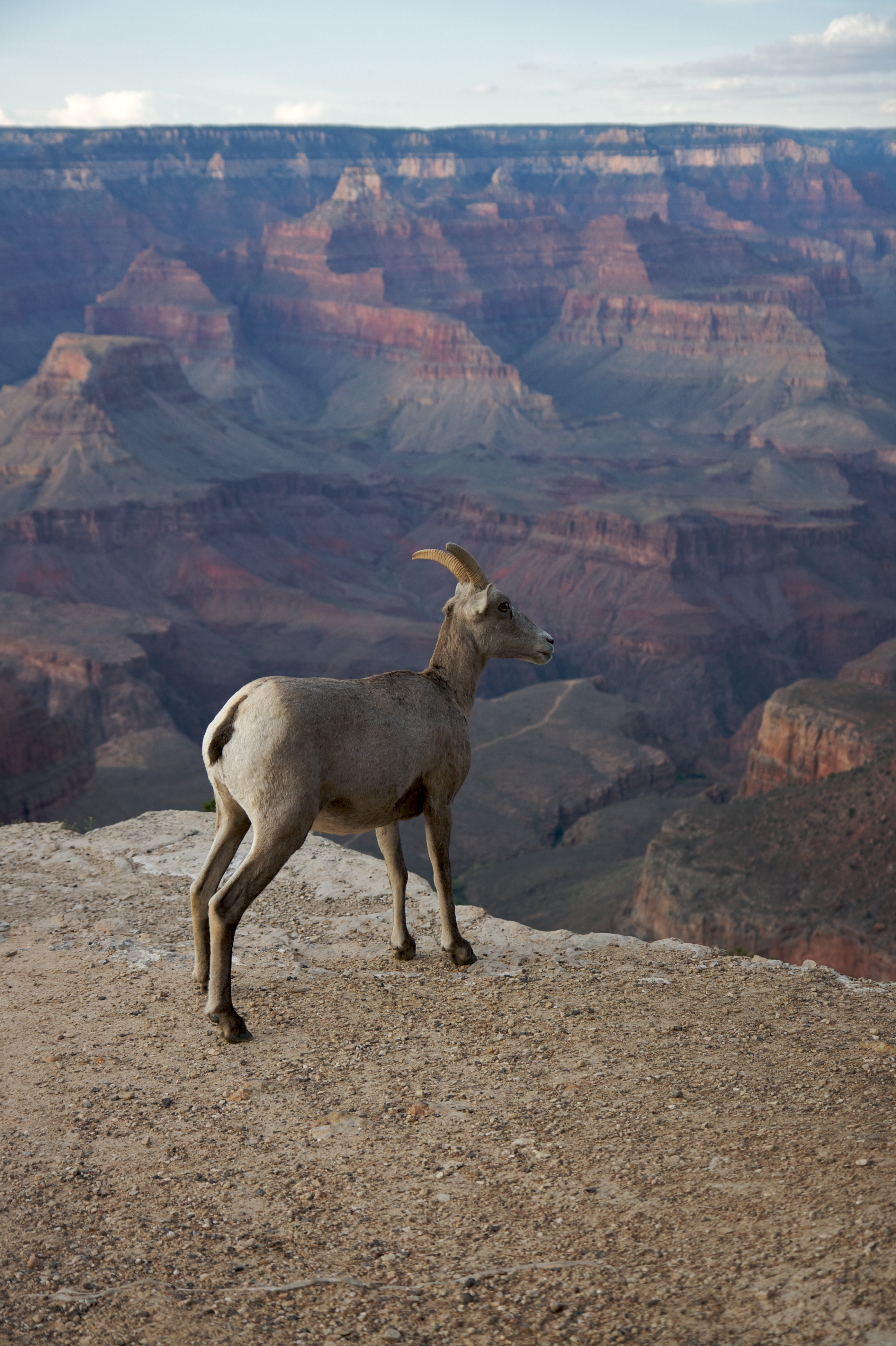
Una femmina sulla sommità del Grand Canyon.

### L'impegno dei Boy Scout
Nel 1936 i Boy Scout dell'Arizona lanciarono in tutto lo Stato una campagna per salvare il bighorn. Inizialmente gli scout furono spinti a interessarsi della sorte di questa specie dal maggiore Frederick Russell Burnham, il noto esploratore e scrittore che era stato soprannominato King of Scouts. Burnham aveva notato che sui monti dell'Arizona rimanevano meno di 150 bighorn, così chiamò George F. Miller, all'epoca direttore della regione scout di Phoenix, proponendogli un piano per salvare la specie. Burnham pose la questione in questa maniera:
«Voglio salvare questo magnifico animale, non solo perché è in pericolo di estinzione, ma, cosa più importante, perché in futuro potrebbe fornire un ceppo in grado di salvare i nostri ovini domestici dagli attacchi di un virus ancora sconosciuto».
Altre personalità dell'Arizona si unirono al movimento e in tutte le scuole dello Stato venne lanciato un concorso per realizzare un poster Salviamo il bighorn. Burnham stesso fornì i finanziamenti e i manifesti di partecipazione apparvero sulle vetrine dei negozi da un capo all'altro dell'Arizona. L'immagine vincitrice del concorso venne stampata su 10.000 portafazzolettoni da usare con l'uniforme scout e l'argomento venne discusso in assemblee scolastiche e alla radio. Aderirono al progetto anche la Federazione Nazionale per la Natura, la Lega Izaak Walton e la Società Nazionale Audubon.
Questi sforzi portarono all'istituzione in Arizona di due riserve per il bighorn: i rifugi nazionali di Kofa e di Cabeza Prieta. Il 18 gennaio 1939 vennero messi a riposo dalle colture oltre 6100 km² di terreno e fu istituito un corpo civile incaricato di scavare in alta montagna pozze d'acqua per le pecore selvatiche. Il bighorn del deserto è ora la mascotte ufficiale dei Boy Scout dell'Arizona.

### Il bighorn nella cultura

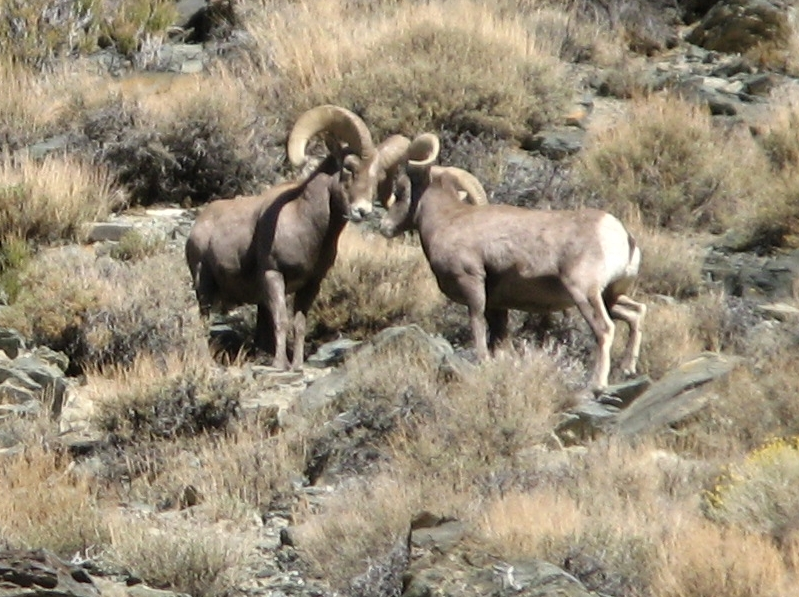
Bighorn nel Silver Canyon, nei pressi della città di Bishop in California.

I bighorn erano tra gli animali più ammirati dal popolo Apsaalooka, o Crow, e quelli che oggi sono chiamati Monti Bighorn erano situati al centro delle terre tribali di questa nazione. In un libro sull'Area Ricreativa Nazionale di Bighorn Canyon il narratore Vecchio Coyote descrive una leggenda riguardante questi animali. Un uomo posseduto da spiriti malvagi cercò di uccidere il suo primogenito spingendolo giù da una rupe, ma la vittima riuscì a salvarsi aggrappandosi a un albero. Soccorso da alcuni bighorn, l'uomo prese il nome del loro capo, Grande Metallo. Le altre pecore selvatiche gli donarono potere, saggezza, vista acuta, passo sicuro, buon udito, grande resistenza e cuore duro. Grande Metallo ritornò dalla sua gente portando con sé un messaggio: «Il popolo Apsaalooka sopravviverà solo se il fiume che sorge dalle montagne verrà chiamato Bighorn».
I bighorn vengono cacciati sia per la carne che per le corna, utilizzate nelle cerimonie e come trofei di caccia. Anche da vivi offrono una valida fonte di guadagno, dato che molti turisti sono desiderosi di osservare questi celebri animali nel loro habitat originario.
Il bighorn delle Montagne Rocciose è il mammifero simbolo della Provincia dell'Alberta e l'animale simbolo del Colorado; in quest'ultimo Stato è anche emblema della locale Divisione delle Risorse Naturali.
In passato il bighorn era noto con il nome scientifico argali o argalia poiché si riteneva che appartenesse alla stessa specie dell'argali asiatico (Ovis ammon). Lewis e Clark registrarono numerosi avvistamenti di Ovis canadensis nei diari delle loro esplorazioni - utilizzando talvolta il nome argalia. Inoltre, descrissero l'utilizzo che ne facevano gli Shoshoni nella costruzione degli archi. William Clark, in una mappa della spedizione realizzata nel 1814, indicò come Argalia Creek e Argalia River due affluenti, rispettivamente dello Yellowstone e del Missouri, situati entrambi in quello che oggi è il Montana. Nessuno di questi affluenti ha però mantenuto il suo nome originario. Il fiume Heritage, un altro affluente dello Yellowstone, e il suo torrente tributario, il Little Bighorn, anch'essi indicati nella mappa di Clark, hanno invece mantenuto il loro nome; dal secondo ha preso il nome la famosa Battaglia del Little Bighorn.